# Konstanty Tadeusz Szulc
Tadeusz Szulc, właśc. Konstanty Tadeusz Szulc (ur. 7 marca 1890 w Synowódzku Wyżnym, zm. 2 października 1960 w Poznaniu) – polski skrzypek oraz pedagog, profesor gry skrzypcowej i muzyki kameralnej, pierwszy koncertmistrz Państwowej Opery im. Stanisława Moniuszki.

## Życiorys
W dzieciństwie przebywał we Lwowie i okolicach, gdzie koncertował jako „cudowne dziecko”. Zdobył tam pierwszą nagrodę na konkursie skrzypcowym im. Karola Lipińskiego oraz otrzymał stypendium artystyczne. W 1908 roku zdobył Dyplom Galicyjskiego Towarzystwa Muzycznego w klasie skrzypiec Maurycego Wolfstahla. Studia dopełnił pod opieką Issay'a Barmasa w konserwatorium Klindwortha–Scharwenki w Berlinie a następnie pracą w charlottenburskiej operze. Po I wojnie światowej wrócił do Lwowa i objął stanowisko pierwszego koncertmistrza Opery Lwowskiej. W 1919 roku przeniósł się do Krakowa, gdzie przez rok prowadził klasę skrzypiec w krakowskim Konserwatorium Towarzystwa Muzycznego.

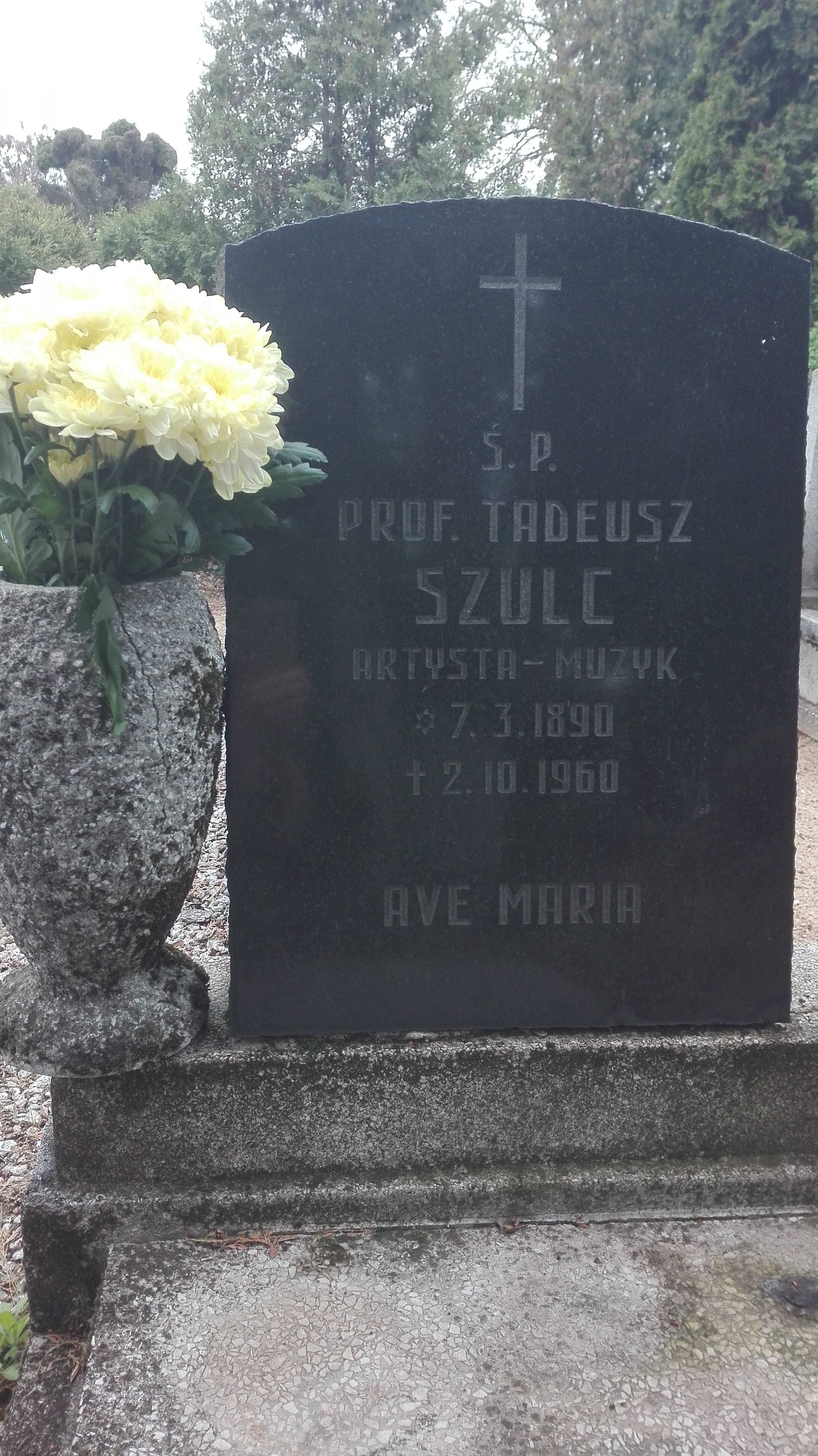
Grób Tadeusza Szulca

W roku 1920 przeprowadził się do Poznania, gdzie do wybuchu II wojny światowej był koncertmistrzem Opery Poznańskiej, członkiem Kwartetu Polskiego Zdzisława Jahnke oraz nauczycielem gry na skrzypcach w Poznańskiej Akademii Muzycznej. Na początku II wojny światowej w konspiracji kształcił zgłaszających się do niego uczniów. Była to przyczyna prześladowań przez Niemców i przymusowego wywozu do Generalnego Gubernatorstwa.
Zaraz po wojnie powrócił do Poznania, gdzie od chwili otwarcia szkół muzycznych uczył gry na skrzypcach w Państwowej Średniej Szkole Muzycznej, a później także w Państwowej Wyższej Szkole Muzycznej. W kwietniu 1945 roku ponownie został koncertmistrzem Opery Poznańskiej.
Jako solista występował również w Polskim Radiu, wykonując m.in. koncert skrzypcowy Aleksandra Głazunowa pod dyr. Emila Młynarskiego oraz podwójny koncert na skrzypce i wiolonczelę Johannesa Brahmsa (z Zygmuntem Butkiewiczem).
Zmarł 2 października 1960 r. Pochowany został na cmentarzu komunalnym nr 2 Junikowo w Poznaniu (pole 13, kwatera 3-3-83).

## Ordery i odznaczenia
- Krzyż Kawalerski Orderu Odrodzenia Polski[1]
- Złoty Krzyż Zasługi (22 lipca 1952)[5]
- Medal Dziesięciolecia Odzyskanej Niepodległości[1]
- Odznaka Honorowa Miasta Poznania[1]